# Djurö, Vänern

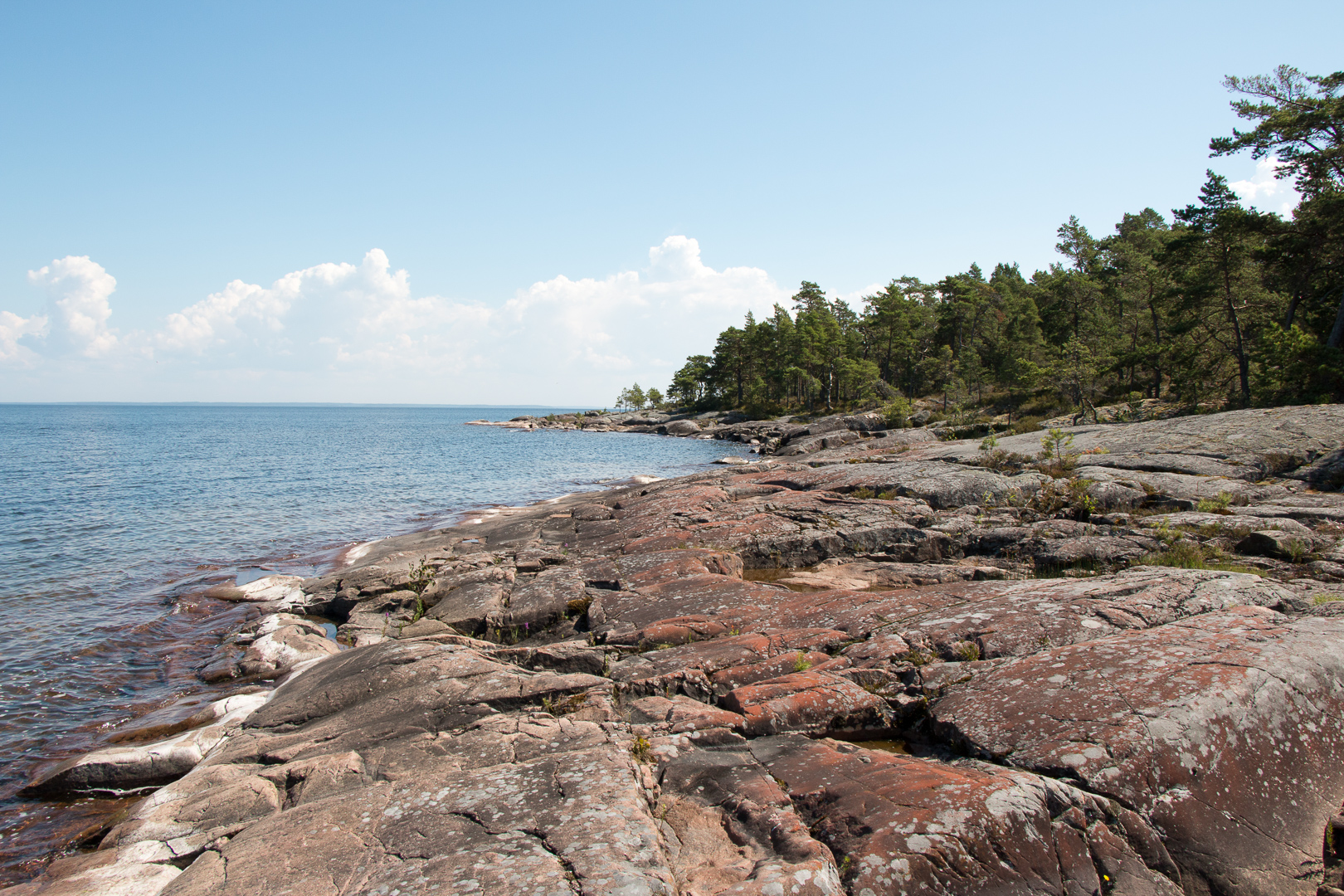
Timmerviken på huvudön.

Djurö, tidigare kallad Branäs ö, ligger mitt i sjön Vänern i Västergötland och tillhör Torsö socken i Västergötland. Ön har en yta på 155 hektar. Djurön är den största ön i Djurö skärgård som inrättades som nationalpark 1991. Arealen är 2 400 ha. Sevärt är den obrutna horisontlinjen, det rika fågellivet och öns dovhjortar.
Enligt Herman Carling som 1743 skrev Torsö sockens historia skall ön först ha befolkats en kort period under 1500-talet då en änka med sina två söner under tidens oroligheter flydde dit ut och levde på fisk. Ön hade fast befolkning åtminstone från 1600-talet och fram till 1964. Ön skattköptes 1711 av Börje Olufsson vars ättlingar med ett kort undantag vid mitten av 1850-talet bebodde öarna fram till 1890. Släkten är känd som "Djurösläkten". Den köptes då av bröderna Frans, Seth och Carl Kempe som gjorde Djurö med kringliggande öar till jakt- och djurpark. De inplanterade dovhjort, kronhjort och rådjur jämte dalripor, fasaner och skogsharar på ön. 1933 köptes ön av hästhandlaren Gustaf Eriksson och 1947 till 1980 var Uddeholmsbolaget ägare.
Vid mitten av 1940-talet sköts den sista kronhjorten på ön. Även rådjuren har numera utrotats, även om det händer att enstaka djur vandrar över från Brommö.
På öns norra spets ligger Djurö fyr. Den uppfördes 1896, byggdes om 1912 och var bemannad fram till 1964 då den automatiserades.
Naturhamnar finns vid Marbergshamn på Norra Djurö och i Årans hamn mellan Djurö, Tribergsö och Långön.